# Anasyrma

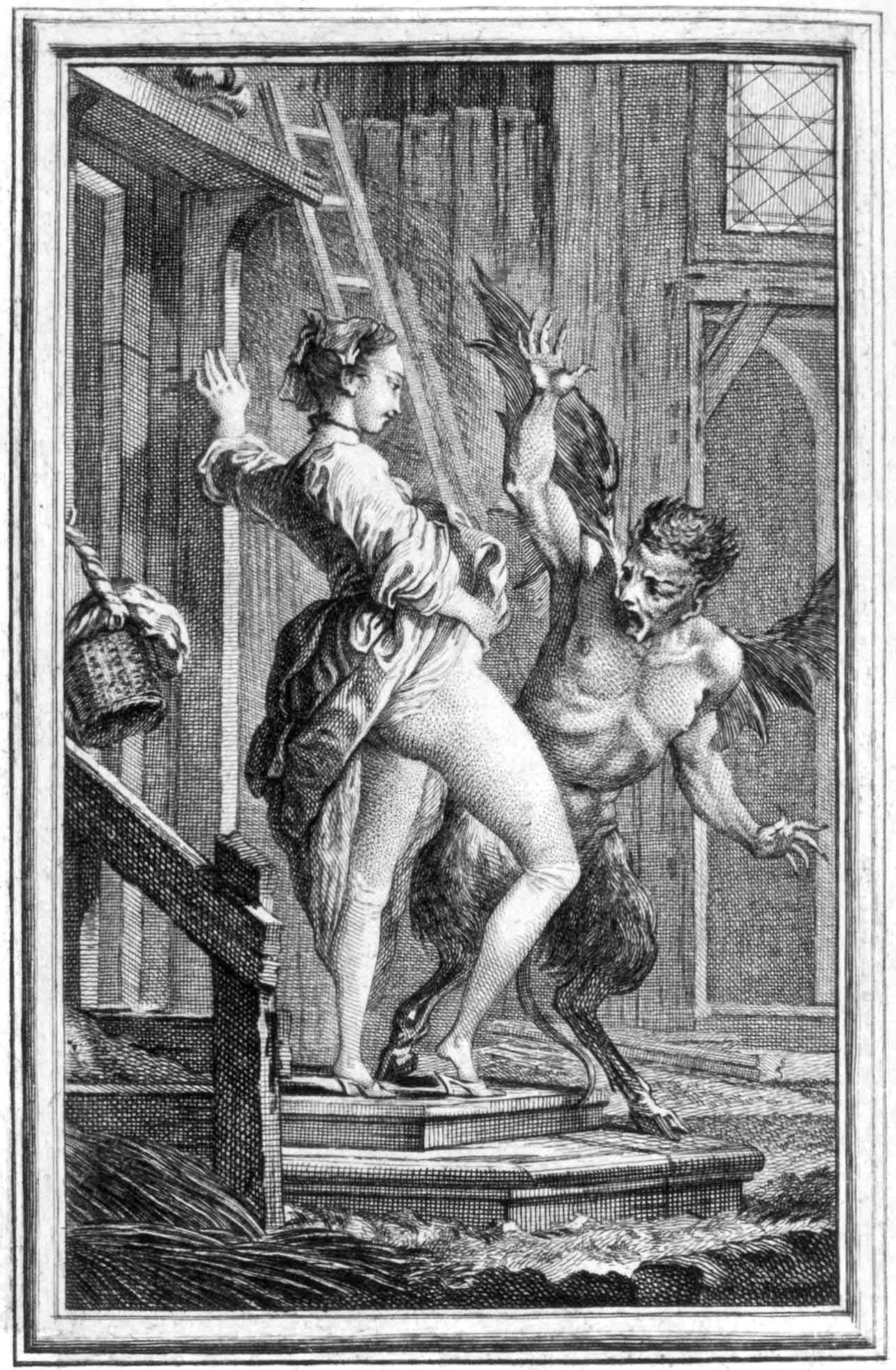
Ilustracja Charlesa Eisena do opowieści Jeana de la Fontaine'a "The Devil of Pope-Fig Island". Kobieta unosi spódnice, by przestraszyć diabła i uratować w ten sposób wioskę, którą nachodził.

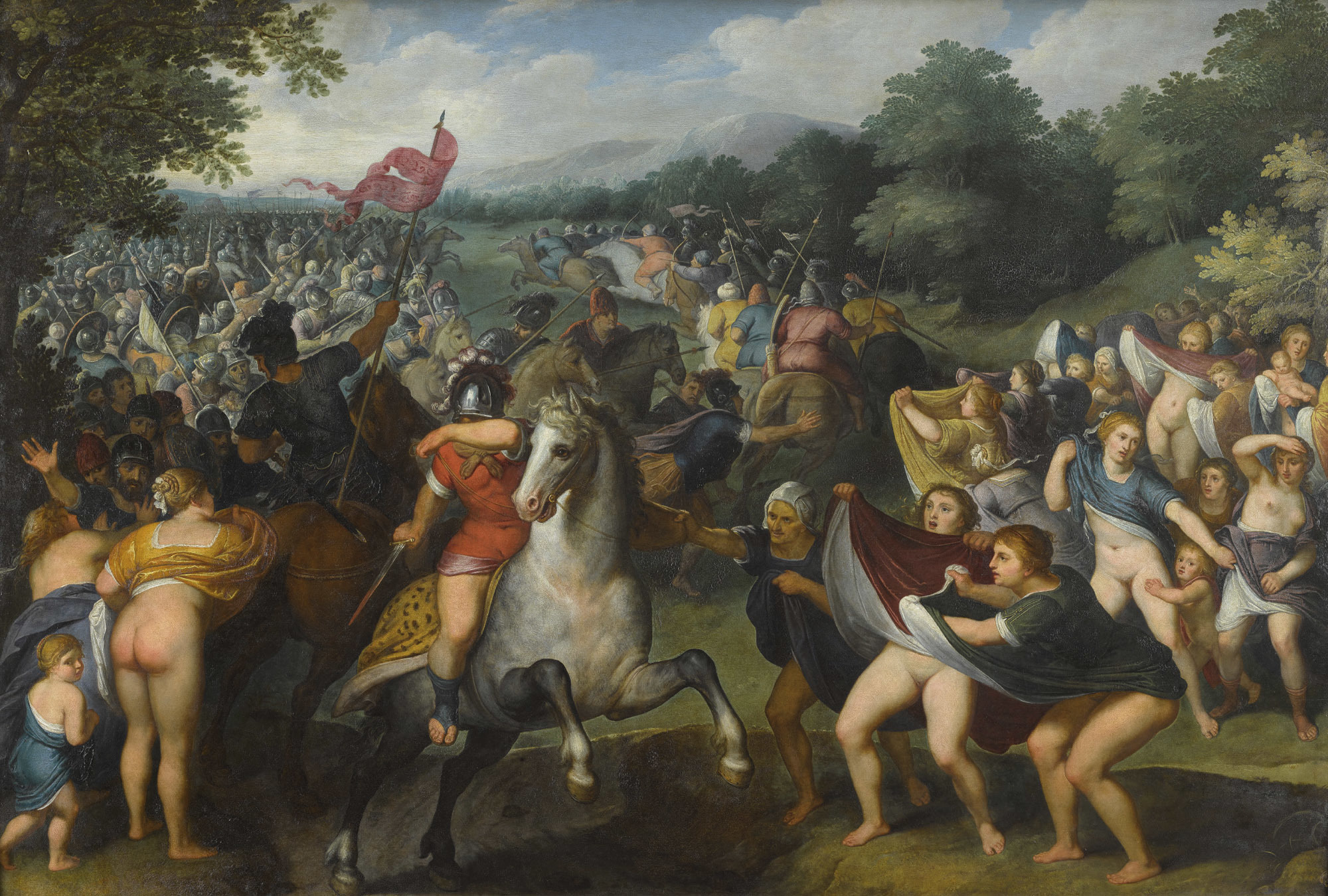
Otto Van Veen Perskie kobiety, 1597/1599 r.

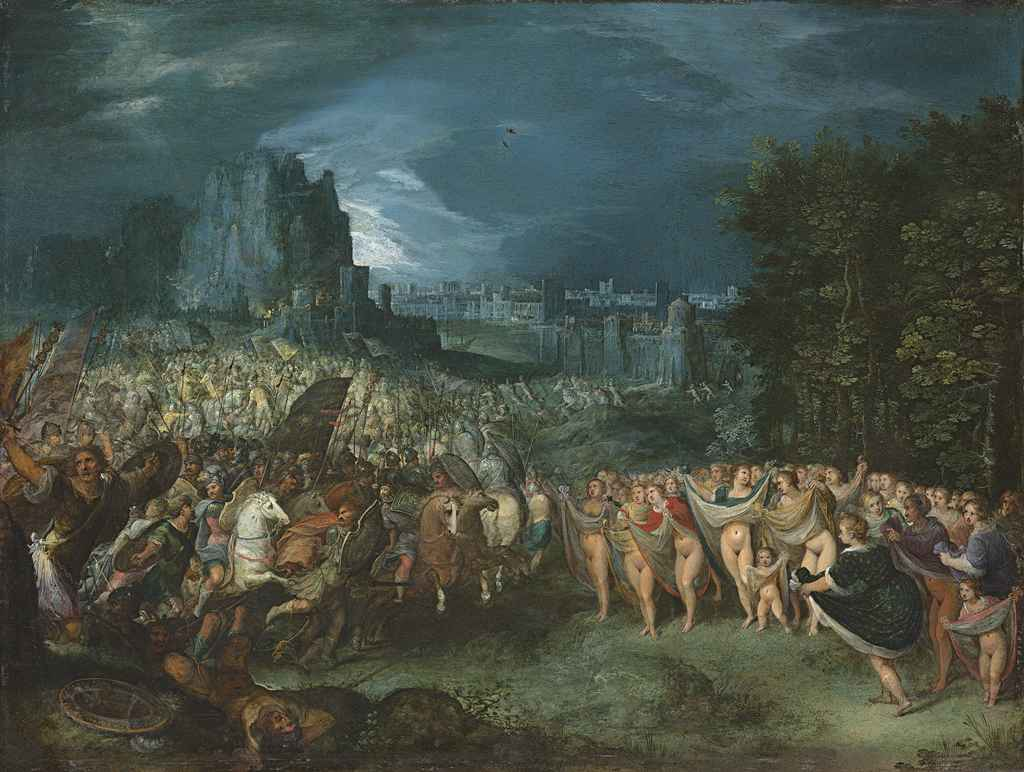
Odwaga perskich kobiet, Frans Francken Młodszy.

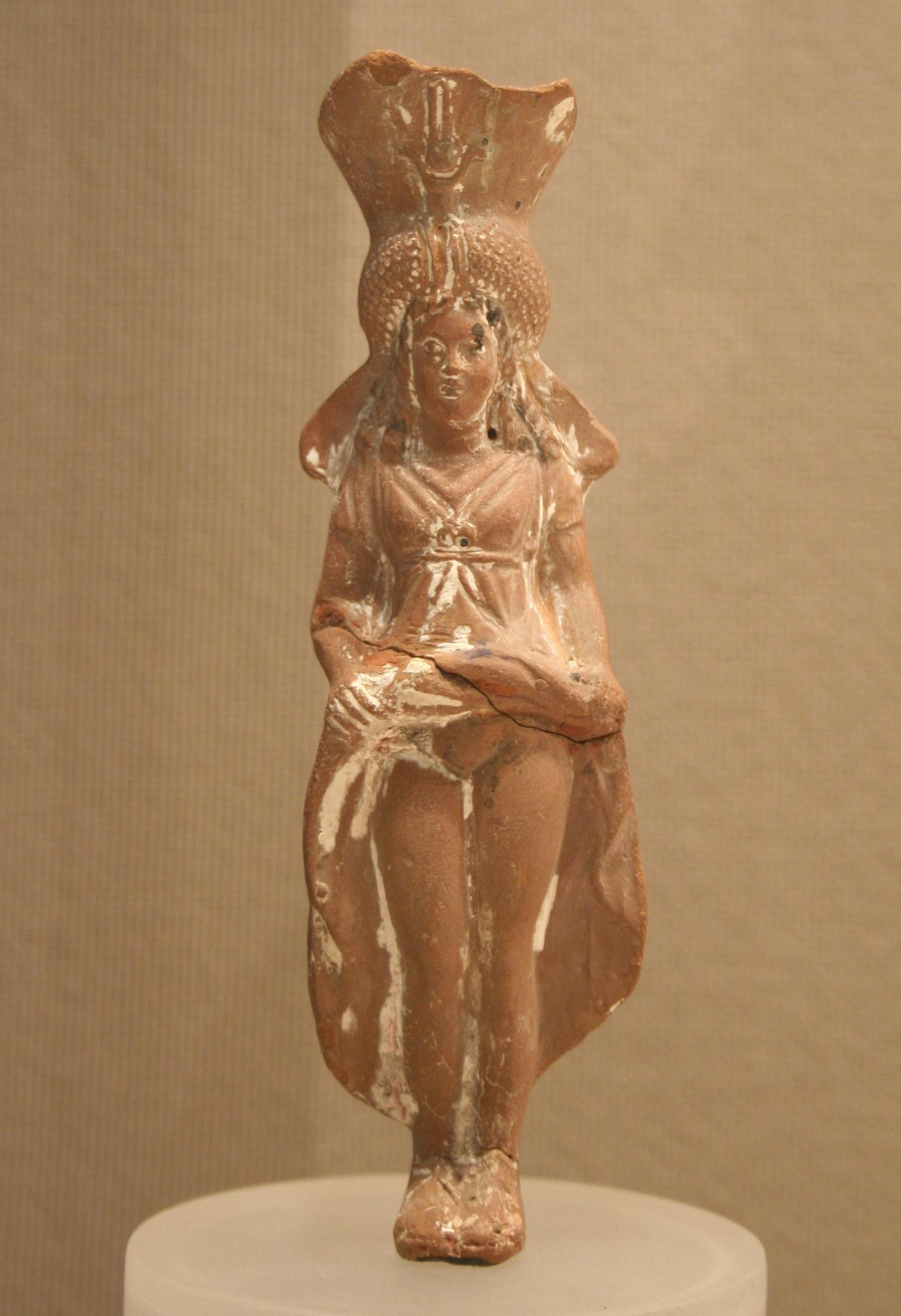
Z Muzeum Egipskiego w Lipsku.

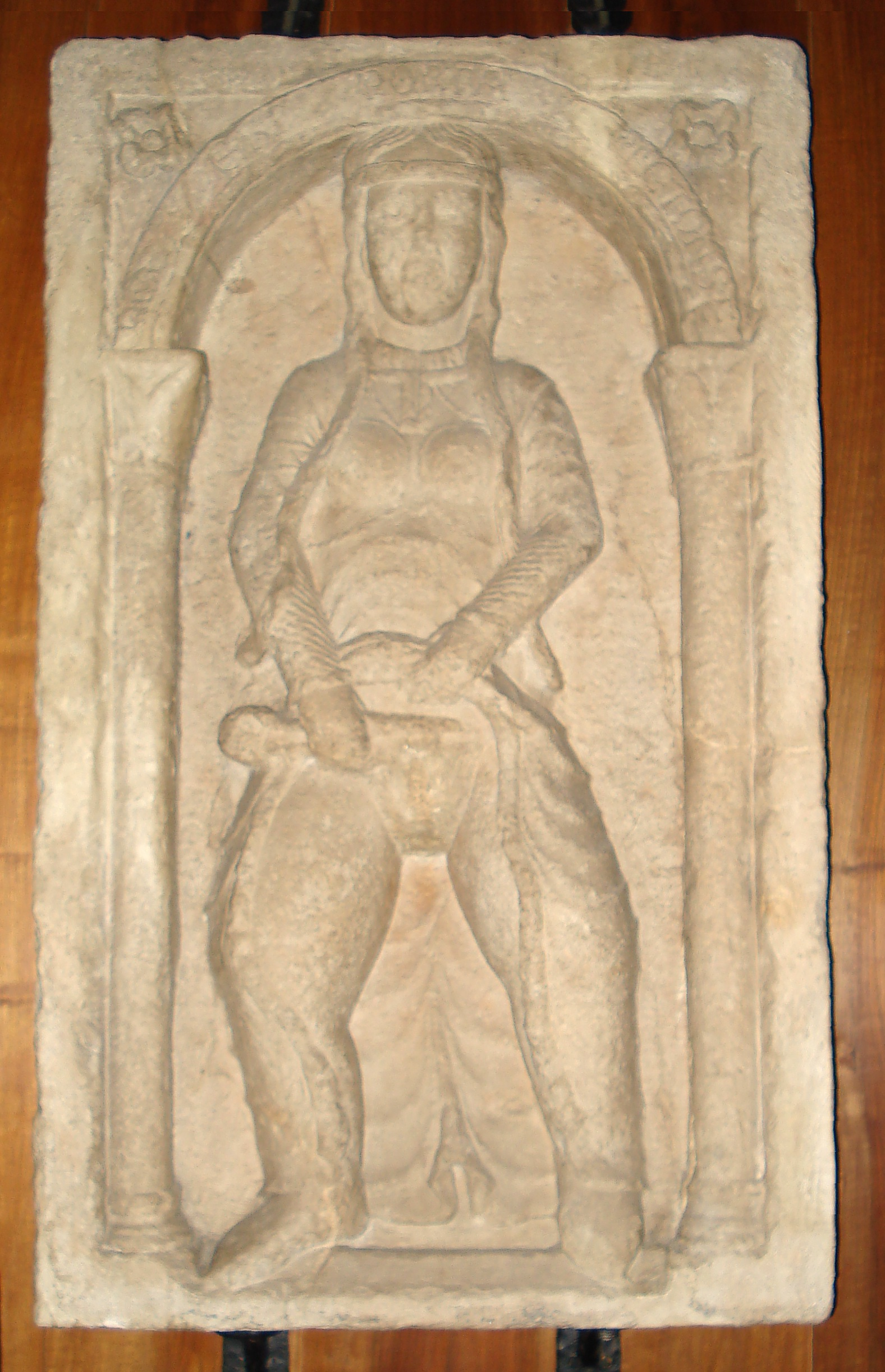
Kamienna panna z Mediolanu.

Anasyrma (gr. ἀνάσυρμα, pol. podnieść ubranie) – zaobserwowany w V wieku p.n.e. (dokładnie w 445 roku p.n.e.) przez Herodota, a później przez Diodora Sycylijskiego w I wieku p.n.e. (dokładnie w 60 roku p.n.e.) staroegipski rytuał dobrowolnego obnażania przez kobiety swoich genitaliów. Także ana-suromai (gr. ἀνάσυρομαι) lub anlu.

## Historia
Anasyrma (ze starożytnej greki: ἀνάσυρμα) składa się ze słów: ἀνά ana „góra, naprzeciw, tył”, oraz σύρμα syrma „spódnica”; liczba mnoga: anasyrmata (ἀνασύρματα), również nazywana anasyrmos (ἀνασυρμός).
Catherine Blackledge w swojej książce Wagina. Sekretna historia kobiecej siły pisze o rytuale podniesienia spódnicy, jako o akcie występującym w różnych okresach historycznych i w różnych, niezależnych miejscach na świecie. Prezentacja kobiecego sromu miała trzy główne zastosowania: mogła przekazać i tym samym wzmóc płodność i urodzajność, powodując wzrost roślin i żyzność gleby. Następnie mogła zapobiec nieszczęściu, odstraszyć wrogów, złe duchy, drapieżników czy ujarzmić niszczące siły natury, a także być środkiem dyscyplinarnym, czy zawstydzającym winowajcę. Istnieje katalońskie powiedzenie: "Morze uspokaja się, widząc kobiecy srom". Kiedy kobiety w Katalonii chciały zapewnić swoim mężom rybakom spokojny połów, wychodziły na brzeg morza i podnosiły swoje spódnice, aby w ten sposób poskromić ewentualny sztorm. Groźne burze ujarzmiały podnosząc spódnice również Hinduski z Madrasu. W Historii naturalnej Pliniusz pisał o tym, że widok nagiej kobiety może uciszyć burze gradową, trąbę powietrzną czy błyskawice.
W traktacie O cnotach kobiet Plutarch opisuje Kobiety z Persji (VI w. p.n.e.), które obnażając się zawstydziły mężczyzn i tym samym zmieniły bieg bitwy.

Gdy Cyrus zbuntował Persów przeciwko królowi Astyagesowi i Medom, został pokonany w walce. Persom, uciekającym do miasta, podczas gdy wrogowie byli niedaleko i mogli wedrzeć się razem z nimi, na przedmieście wyszły na spotkanie kobiety i podciągnąwszy skraje peplosów rzekły: "Dokąd pędzicie, najtchórzliwsi z wszystkich ludzi? Bo nie możecie uciekając ukryć się tam, skąd przychodzicie!". Ten widok i zarazem te słowa zawstydziły Persów, którzy ganiąc się za tchórzostwo zawrócili i zebrawszy się od nowa, odparli wrogów.

Akt ana-suromai został opisany w gazecie "Irish Times" 23 września 1977 przez Waltera Mahon-Smitha:

Zdarzyło się to nieopodal miasta, w którym mieszkałem. Śmiertelna waśń pomiędzy rodzinami dwóch rolników trwała od pokoleń. Któregoś dnia, jeszcze przed wybuchem pierwszej wojny światowej, uzbrojeni w widły i ciężkie kije z tarniny mężczyźni postanowili zaatakować wrogie domostwo. Gospodyni wyszła z chaty i na oczach wszystkich (w tym mojego ojca i moich, bowiem właśnie tamtędy przechodziliśmy) zadarła spódnice tak wysoko, że halki unosiły się nad jej głową, i zaprezentowała nagi srom. Wróg czmychnął przerażony.

Mieszkańcy wysp polinezyjskich wierzyli, że moc tkwiąca w żeńskich narządach płciowych jest w stanie przepędzić złe duchy. Aby uzdrowić opętanego, stosowano przysiad nagiej kobiety na jego klatce piersiowej. Kobiety w starożytnym Egipcie obnażały się na polu, aby zapobiec nieszczęściom i równocześnie zapewnić obfitość plonów i urodzaj. Pliniusz opisał zwyczaj według, którego przed świtem kobieta chodzi po polu z obnażonym sromem, aby pozbyć się szkodników i wzmóc płodność ziemi.
Anasyrma nieodłącznie towarzyszyła staroegipskiemu, dorocznemu festiwalowi Bubastis na cześć kociej bogini przyjemności, muzyki, tańca i radości Bastet oraz innym tamtejszym świętom nawiązującym do urodzaju.

Udając się do miasta Bubastis czynią to w ten sposób: Mężczyźni i kobiety jadą razem, i to wielkie mnóstwo obojej płci znajduje się na każdej łodzi. Niektóre z kobiet mają kołatki i nimi brzękają, niektórzy mężczyźni podczas całej jazdy dmą we flety; reszta zaś kobiet i mężczyzn śpiewa i klaska w dłonie. Ilekroć w podróży zbliżają się do innego jakiegoś miasta, przybijają łodzią do lądu i tak czynią: ... niektóre ... głośno krzyczą i wyszydzają mieszkające w tym mieście kobiety, jeszcze inne tańczą, inne wreszcie powstają i unoszą swe suknie do góry. To czynią przy każdym mieście położonym nad rzeką. A skoro przybędą do Bubastis, obchodzą święto i składają wielkie ofiary; przy tej zaś uroczystości zużywa się więcej wina gronowego niż przez całą resztę roku. Schodzi się wtedy razem mężczyzn i kobiet, nie wliczając dzieci, nawet około siedmiuset tysięcy ....

Rytuał anasyrmy według relacji Diodora Sycylijskiego z 60 r. p.n.e. miał miejsce w memfickiej świątyni Serapeum. W świątyni tej opiekowano się bykiem o imieniu Apis. Apisa według tradycji uważano za inkarnację boga Ptaha. W przypadku padnięcia byka, zastępowano go następnym. Sytuacja ta była okazją do rytualnego ana-suromai:

Przez czterdzieści dni po umieszczeniu nowego byka, kobiety mogą wchodzić do świątyni, aby zobaczyć go na własne oczy. Przychodzą, stają przed nim i zadzierają szaty.

Przypuszcza się, iż rytuał zaobserwowany przez Diodora Sycylijskiego w Memfis miał umacniać płodność Apisa – miał wspierać moc rozrodczą ziemi, bóstw i ludzi.
Akt podniesienia spódnicy miał większą moc, jeśli w rytuale uczestniczyła większa liczba kobiet. Bohaterkami najliczniejszego aktu obnażenia były Kamerunki. Po pierwszej wojnie światowej, kiedy Kamerun został podzielony między Francję i Anglię, zachodnia część należała do Anglii. Brytyjskie władze kolonialne chciały wprowadzić nowe reformy rolne, które nie znalazły akceptacji tamtejszych kobiet. Kobiety ruszyły do głównego miasta, aby tam protestować. W sumie zebrało się siedem tysięcy kobiet.

4 lipca [1958], po wielotygodniowym oblężeniu siedziby władz kolonialnych, sześć tysięcy kobiet sięga po najwyższą karę, jaką wymierza się członkowi plemienia: anlu. Aby przerwać jałową gadaninę i bezsensowne spory mężczyzn, zrzucają na ulicy ubrania, tańcząc i śpiewając. Mężczyzna, który ma nieszczęście trafić na nie w drodze do budynku Kongresu Narodowego Kamerunu, musi być gotów na najwyższą obelgę: kobiety odsłaniają przed nim swoje narządy intymne. Jako ofiara kobiecego anlu zostaje więc wyszydzony, ośmieszony i pohańbiony. Gdyby demonstrowali mężczyźni, władze natychmiast rozpędziłyby tłum. Jednak nie wiedzą, jak zareagować na protest tysięcy kobiet, które posłużyły się swoimi sromami jako narzędziem walki.
	Kobiety nie zamierzają przerwać buntu, dopóki nie obalą władz kolonialnych. Dalej wywierają presję na rząd. W ciągu kilku dni wiadomość o proteście anlu rozchodzi się po całym kraju i włączają się do niego kolejne uczestniczki. Zemsta anlu rozlewa się na wszystkie kameruńskie prowincje: kobiety rozbierają się w szkołach i na targowiskach, skazują na ostracyzm wybranych mężczyzn, otaczając ich domy i uniemożliwiając im wyjście na zewnątrz. Rząd próbuje zapanować nad sytuacją, aresztując „królową” buntu. W odpowiedzi coraz liczniejsze rzesze zbierają się w miejscowości Bamenda, stolicy Prowincji Północno-Zachodniej. Ich manifestacje budzą lęk, że policja nie potrafi zapanować nad sytuacją.
	Przyparty do muru rząd nie ma wyjścia: musi rozpocząć negocjacje z kobietami, które przejęły władzę w plemionach. 1 stycznia 1960 roku francuska część Kamerunu zyskuje niepodległość. W ten sposób Kamerun staje się pierwszą afrykańską kolonią, która cieszy się niezawisłością. To bez wątpienia olbrzymi sukces polityczny, którego nie udałoby się osiągnąć bez kobiet z plemienia Kom i symboliki, wartej więcej niż najlepszy slogan propagandowy: czyniąc ze swoich narządów płciowych narzędzie zdolne obalić rządy kolonialne, kobiety przyczyniły się do wyzwolenia ojczyzny.

Dla afrykańskich kobiet zbiorowe obnażanie było aktem prezentacji dumy z własnej płci i z narządów płciowych, a także stanowiło sposób na zawstydzenie innych. Zdawało się przypominać o szacunku wobec miejsca, które stanowi bramę prowadzącą na ten świat. Zawstydzanie sromem, pozwoliło stworzyć określenie "sromotny wstyd", który w obecnym kontekście kulturowym rozumiany jest opacznie, jako wstyd z posiadanego sromu, a nie jako umiejętność zawstydzania sromem, miejscem mocy.
Wiara w potęgę aktu obnażania sromu widoczna jest w sztuce licznych kultur. Można go odnaleźć w rzeźbach, posążkach, amuletach, figurkach, na pieczęciach i biżuterii. Jedne z najstarszych przedstawień odnajdujemy na cylindrycznych pieczęciach z Syrii datowanych na 1400 rok p.n.e. Przedstawione na nich kobiety ukazują srom, rozchylając nogi bądź zadzierając szaty do góry – gesty te uznawano za święte. Japońska szintoistyczno-buddyjska bogini Kannon bywa przedstawiana z zadartą szatą i obnażonym sromem, na przykład w świątyni Kanshoji w Tatebayashi. Pochodzi z XVIII w. i do dzisiaj stanowi obiekt kultu – chcąc zyskać błogosławieństwo, wierni dotykają jej świętej joni i namaszczają ją czerwoną ochrą. Najbardziej znane są figurki Sheela-na-Gig, które nieskromnie odsłaniają starannie wycyzelowane genitalia, spoglądając na przechodniów z setek średniowiecznych chrześcijańskich kościołów i zamków. Rzeźby te można spotkać w Anglii, Irlandii, Walii, zachodniej Francji, północnej Hiszpanii i Szkocji. Większość tych przedstawień ukryto, zniszczono bądź sromowe szczeliny zalepiono cementem w XVII wieku. Jedna z najsłynniejszych angielskich dziewcząt Sheela-na-Gig znajduje się na murach kościoła Marii Panny i Świętego Dawida w wiosce Kilpeck w Herefordshire. Udało się jej dotrwać do XXI wieku. Aż do zeszłego wieku Sheele uważano za symbole płodności – aby zwiększyć swą płodność kobieta miała dotknąć figurkę bądź ją potrzeć. Niektóre z kamiennych rzeźb mają całkiem wytarte sromy. Jednak według tradycji wystarczyło podobno tylko popatrzeć na Sheele. Każda młoda panna zmierzająca do ołtarza spoglądała na postać Sheeli, aby zapewnić sobie płodność. Jednak poza wzmożeniem płodności figurki mogły pełnić funkcję ochronną – przepędzały diabła czy złe duchy. O ochronnej funkcji świadczy ich umiejscowienie – zwykle przy wejściu nad drzwiami. Jedno z najbardziej znanych przedstawień, to kamienna panna z XII wieku, która pierwotnie umieszczona była nad średniowieczną bramą Porta Tosa, która prowadziła do miasta (obecnie znajduje się w muzeum Castello Sforzesco w Mediolanie). Motyw kobiety obnażającej srom umieszczonej w takim miejscu znajdujemy nie tylko na budowlach europejskich. Można go spotkać również w Ekwadorze czy Indonezji.

## Ana-suromai w sztuce współczesnej
W 2010 polska artystka Iwona Demko zainspirowana książką Catherine Blackledge Wagina. Kobieca seksualność w historii kultury wykonała obiekt, złożony z ośmiu uszytych lalek, unoszących spódnice. W 2016 roku artystka stworzyła pracę pod tytułem 408 223 podniesień spódnic, czyli mój sen o Czarnym Proteście. Fotomontaż przedstawia powieloną postać artystki, która w akcie protestu podnosi spódnicę, stojąc na krakowskim rynku.
W 2014 angielska artystka performerka Nicola Canavan, zaprosiła kobiety do wspólnego projektu Raising the Skirt. Wychodząc od warsztatów, chciała stworzyć sieć artystek, jak sama mówiła: odważnych i nieustraszonych Kobiet, które staną na stanowisku, by odzyskać kontrolę nad naszym ciałem i sposobem, w jaki jest on przedstawiany, ubóstwiany i dokumentowany. Rezultatem projektu stały się zdjęcia w geście ana-suromai.
W 2015 Iza Moczarna-Pasiek – polska artystka, fotografka, feministka w ramach projektu Syreni śpiew zaprosiła dojrzałe kobiety do refleksji nad swoją kobiecością. Przez okres dziesięciu miesięcy odbywały się spotkania w gościnnej przestrzeni Bałtyckiej Galerii Sztuki Współczesnej w Słupsku, gdzie kobiety wspólnie dyskutowały, śmiały się, płakały, spierały, czytały, śpiewały i oddychały świadomie, eksplorując różne obszary kobiecości i badając ich granice. Jednym z elementów projektu był gest ana-suromai artystki w towarzystwie pięciu innych kobiet, wykonany nad brzegiem morza (zainspirowany katalońskim powiedzeniem "Morze uspokaja się, widząc kobiecy srom").

## Galeria

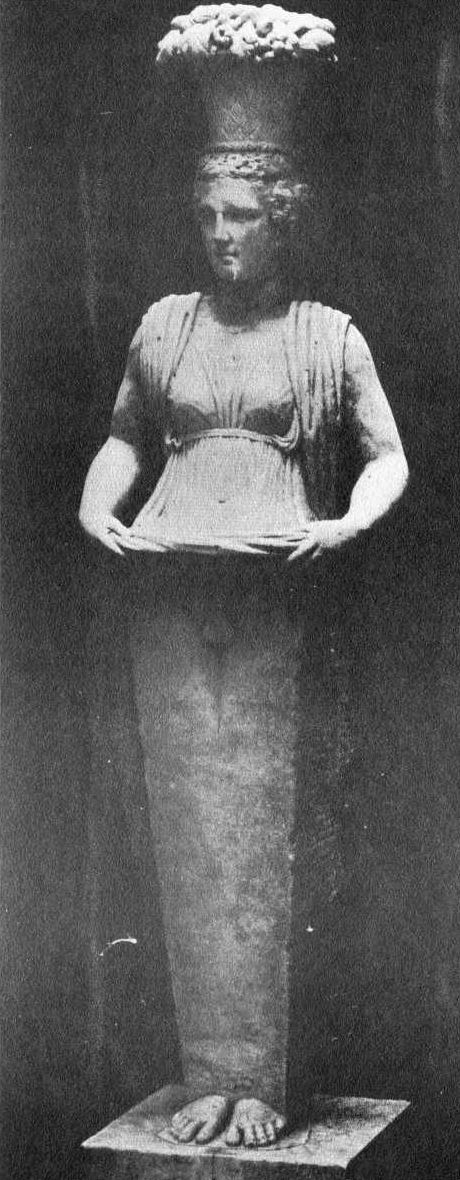
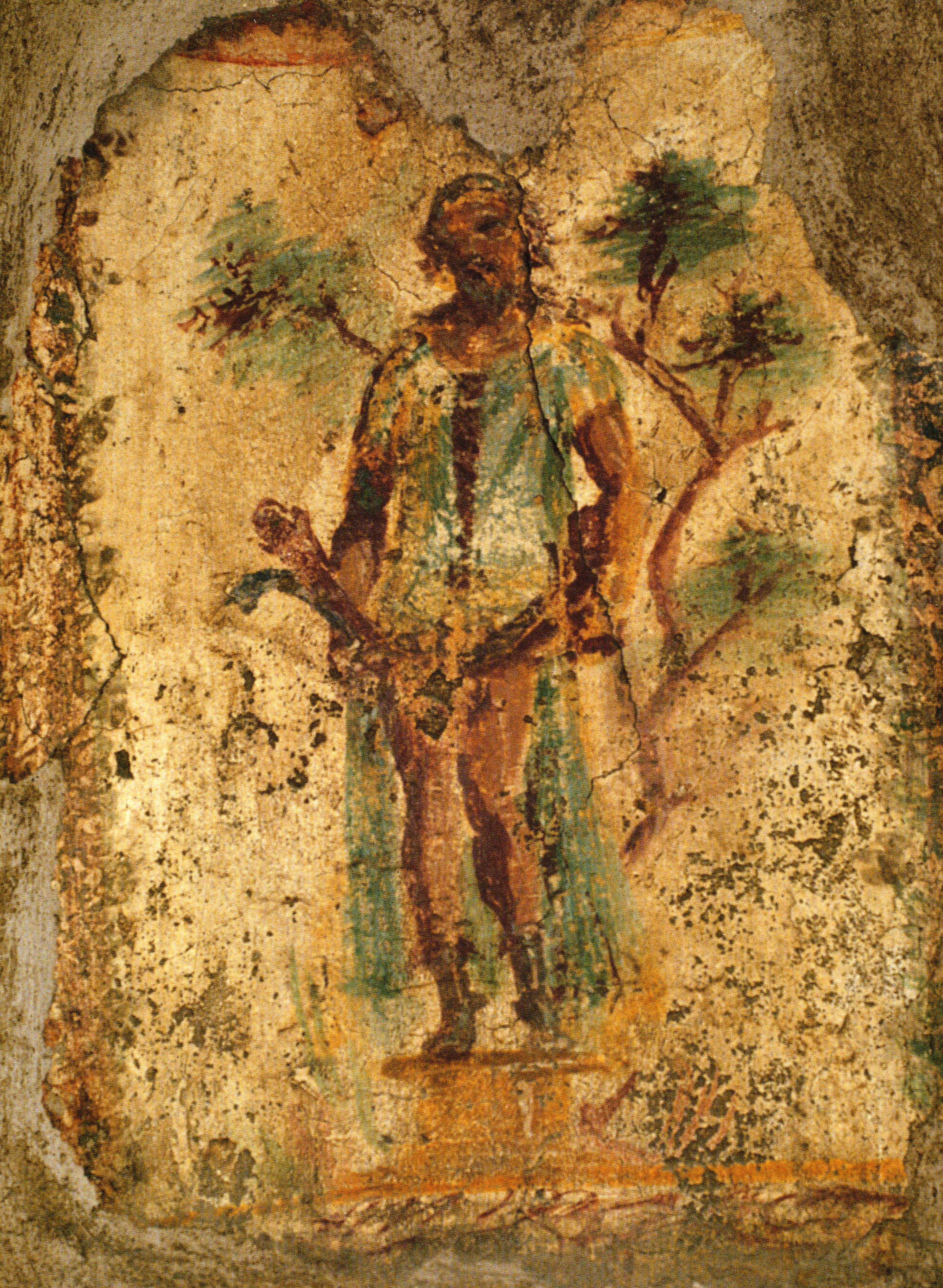
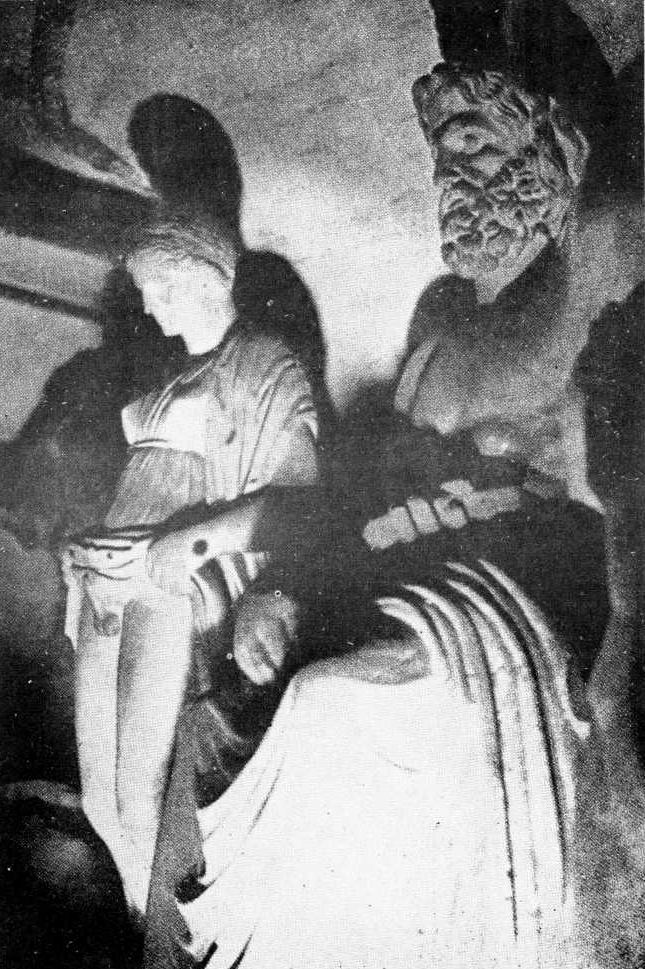
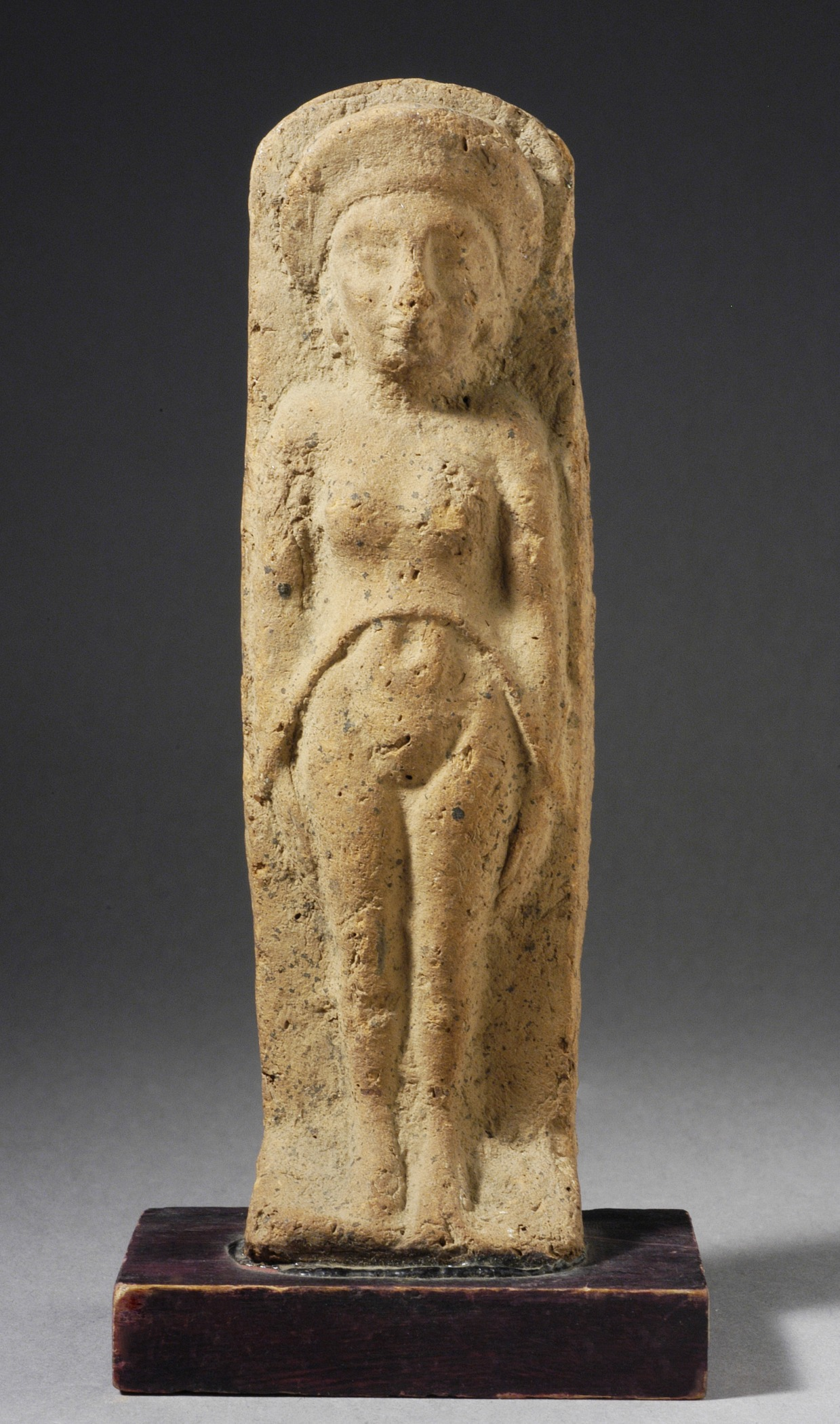
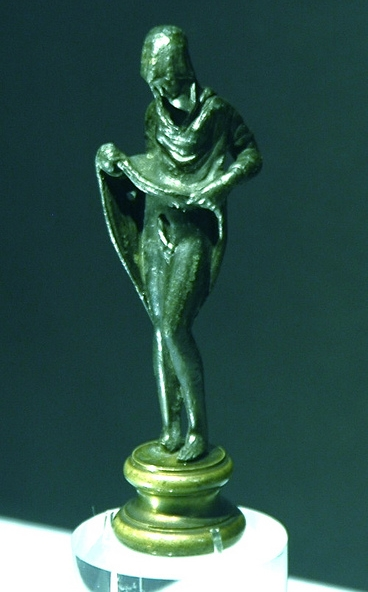
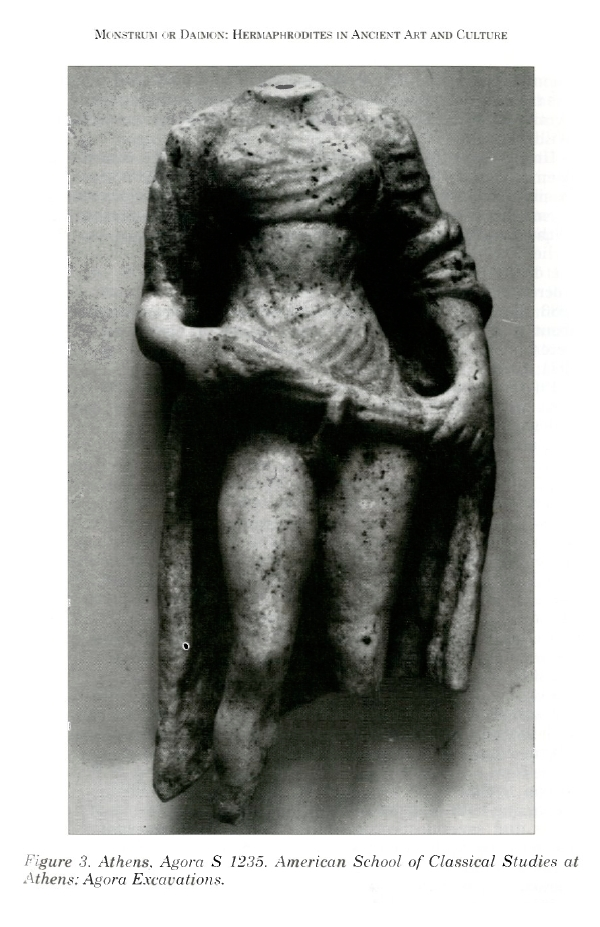